# تجمعات محافظة الحسكة السكانية
محافظة الحسكة ثامن محافظات سوريا من حيث عدد السكان بتعداد قدره (1,540,000) نسمة يشكلون ما نسبته 6.5% من إجمالي تعداد سكان سوريا ، 
تعد مدينة الحسكة أكبر تجمّع سكانيّ في المحافظة بتعداد قدره (188,160) نسمة، تليها مدن: القامشلي بتعداد قدره (184,231) نسمة ورأس العين بتعداد قدره (29,347) نسمة وعامودا بتعداد قدره (26,821) نسمة والمالكية بتعداد قدره (26,311) نسمة 
، بلغ تعداد التجمّعات السكانيّة في محافظة الحسكة العام 2004 أكثر من 1,150 تجمّع سكنيّ ما بين مدينة وبلدة وبلديّة وحي وقرية ومزرعة.

## تجمعات محافظة الحسكة السكانية

### منطقة الحسكة
- ناحية مركز الحسكة: أبو رأسين، الحسكة، الداودية، الحمراء الشرقية، رجمان شرقي، طابان شرقي، عين الحارة، المبطوح الأولى، الحفاير، حرملة، هلالية، الجديدة، الكرامة، الخزنة، خربة الفرس، خربة إلياس، تل أسود تحتاني، المدينة، مهد الرجلة، مسعودية البيزارة، مسعودية، المطل، مشيرفة الأشمل، نعمان، نورك، قبر عامر، قبر الخليف، قبة منصور، رفرف، الرحمانية، الرزازة، رحية الناعمة، صفيا، الصلالية، سيد علي، شما، صوفيا، أم حجرة جنوبية تحتاني، السليمانية، تل بيدر، تل مجدل، تل منصور، تل شعلان، الطالعة، التوينة، أم الدبس، أم الماعز، أم الملح، أم الشوك، أم حجرة المقبلة، أم قصير المجرجع، تل أسود فوقاني، قمر غربي، سبع سكور غربي، الزيدية، الأفندي، الحرية، الحمامة، الحنو المسعودية، الخمائل، الدباغية، الرقاي، السادة تحتاني، السماوي، الشونة، الشيخ أمين، الكفرة، الحسكة، أبيض، أم الكبر، أم المسامير، أم كهفة، أم كهيف صفيا، تشرين، تل الخضر، تل أبو حجر، تل أحمر شرقي، تل جميلو، تل رشيد، تل صخر غربي، تل طويل غربي، تل غزال تحتاني، حرم شداد، خراب البيض، خربة الجاموس، خربة الطير، خربة غزال، خشمة، ديلان، رجمان غربي، سيحة سجوة، عبير، عذبة تحتاني، عذبة فوقاني، عزام، علوني، كوزة الفرس، مثلوثة، مخروم، مسعودية جوخة، مشيرفة حليمو، مشيرفة شعير، مشيرفة شهاب، مشيرفة علي الصالح، معد، ناصرية العنترية، نفاشة، هيشري.
- ناحية تل تمر: أبو كبرة، أبو تينة، أبو الفرج، البيضة، الدردارة، تل حمام شرقي، عين التينة، الفكة، الغرة، الهامانية (خربة التمر)، الجفر، الخريطة، الخزنة، كون عطار، مدينة قبلية، المقبرة، السيحة الوسطى، مجيبرة زركان، المتوسطة، النايفة، قبر صغير، القاسمية، السلماسة، شموكة، سكر الأحيمر، تل عربوش، تل باز، تل بالوعة، تل دمشيج، تل الجميلية، تل المغر، تل فويضات شامية، تل حفيان، تل هرمز، تل جدايا، تل جمعة (هلمون)، تل كيفجي، تل مخاضة، تل مساس، تل مغاص، تل نصرى، تل نجمة، تل رمان، تل سكرة، تل شامية، تل شمران، تل طلعة، تل تمر، تل طويل، الطويلة، أم الكيف، أم المسامير، وادي النجمة، الريحانية غربي، تل حمام غربي، الحسينية شرقي، الحويش، الداودية، السيحة، السيحة الشمالية، المبطوح، المعظمة، الهدى، أخشي نزلة، أرقبة، أم شعيفة، أم غركان، تل بريج، تل رحيل ، تل طال، تل فويضات ، تل كوران، خربة شعيب، خويتلة، غبشة، قبر شامية، وادي الأحمر.
- ناحية شدادة: الشدادة، طرنبة الرفيع، جرمز غربي، البجدلي، الحمر، الرشيدية الغربية، العلوة، الغريري، تل الجاير،عدله
- ناحية مركدة: علوة الدشيشة، الفدغمي، كشكش زيانات، مركدة، الشمساني، تل صفوك، الثلجة، السعدة، الشيخ حمد، الفكة، دشيشة غربية، شمساني شرقي، مركدة شرقية.
- ناحية بئر الحلو الوردية: العادلة، الأصيبخ، العطشانة، بدر، البواب، هياهي كبير، قائمقام كبير، بئر الحلو، بئر الحلو العطشانة، البصيرية، البوير، دفة، درجة، الجسعة، كبيبات، خراب عبد السيد، خراب غزال، خربة الريس، خربة السويفات، خربة حواس، هياهي صغير، مدينة عتي، المعيزيلة، مثاليث، أم الروس شمالي، قبر العبد، رجم الطفيحي، سعيد، السكمان، الشكر، السيباط، تل براك، تل العبد، تل الفرس، تل السمن، تل مسطي، تل شعبان، تل رفعت، أم الطواريج، أم حجرة قولو، خويلد فوقاني، سميحان غربي، أصالة، الأبيطخ، الحجلة، السادة، الصابرية، العاقلة، الفايج، أم حجرة الوردية، أبو حجيرة، تل إبريق، تل الحمدي، تل أمير صغير، تل أمير كبير، تل زبيب، تل صاهود، تل عظام، تل غربال تحتاني، تل مناخ كبير، حلوة عرب، حلوة كلش، خبيرات، خربة الشيخ أحمد، خزنة تحتاني، خويلد تحتاني، سكمان العلي، سيحة مبرد، فردوس، فنوش، مدينة الرد، مسيلة خربة الشيخ.
- ناحية العريشة: العريشة، الغرب، غزالان، الحمدانية، الحدادية، الحجية، المالحة، مناجيد، متياها، أم كهيف، أم مدفع، زين المبرج، العاصي، العلكة، الناصري، أم ركيبة (شرقية)، بريج شرقي، دليان، عجاجة شرقية، قانا.
- ناحية الهول: أبو حجيرة خواتنة، أبو وشاش، عطشانة، بوثة شرقية، جنبة شرقي، غزالة، الهول، الخان، خاتونية بحرة، خويتلة حمود، جنبة وسطى، المتصرفية، النفايل، نزيلة، قطارة، ضلالة، أم فكيك، مزرعة الهول الغربية، الصاوي، تل الهوى، خويتلة الخان، ذي قار.

### منطقة القامشلي
- ناحية مركز القامشلي: أبو جلال، أبو رأسين، أبو ذويل، عالوكة، القصير، الثورة، الأعور، باوع كبير، دلاوية كبيرة، دمخية كبيرة، سويدية كبيرة، البولادية، دلالي، دودان، غيبي، حامو، هنادي، الحارة، هرم حسن، هرم شيخو، الحاتمية، هياهي، جدوع، جرمز، جوخة، الكرك، خربة عمو، خربة عنتر، خربة ضاهر، خربة القاضي، خربة خالد، خربة تمو، الكيطة، سويدية صغيرة، مريوزة، ملوك سراي، نقارة، النجم، قطنا، القامشلي، الرشوانية، رزازة، رحية، الرجم، الركابية، صافية، صالحية، شماسية، الشرك، تخت الشماسية، القامشلي، تل عيد، تل الذهب، تل الثوم، تل التبن، تل فارس، تل كيف عنز، تل عودة، تل شعير، تل طير، طرطب، التفاحية، أم الفرسان، بركو فوقاني، أم جفار فوقاني كبير، وطوطية، تل سطيح غربي، الأربعين فوقاني، البجارية، البلقاء، الخزنة، الخليل، العين، المها، الهرم، أم جفار تحتاني صغير، أم حجرة، بسمان، بوير البوعاصي، جمعاية، حسن، حوران، حوفة، خميلة،  دلال، ذبيان، عامر، كفيا، مشرفة، مشيرفة، نافر كبيرة، نعمة.
- ناحية تل حميس: أبو خشب، أبو خزف، أبو توينة، عاكولة، عمارة الطويل، عشوان، البارودة، بلقيس كبيرة، حاجية كبيرة، حنوة كبيرة، حصوية تحتاني كبير، شرموخ كبير، بكارة الهلالية، دمدم، قرطبة شرقية، غرناطة شرقية، حارسة الرد الشرقية، فلسطين الشرقية، تل سطيح شرقي، إسكندرون، فرفرة، الفسطاط، الفخارية، غسان، همدان، الحدادية، الحديبية، الحسينية، الجميلية، كديميات، الخنساء، خراب عسكر، خراب المهار، خريجة، خرنوبي حسو، خرنوبية نايف، خولة الأزور، خزاعة، خربة الأحيمر، خربة نورا، خويتلة رعيدات، كنانة، اللد، بلقيس صغيرة شرقية، حاجية صغيرة، شرموخ صغير، تل بستان صغير، حصوية فوقاني صغير، زوما الصغرى، مدينة رحية، مثلوثة حمزة، شرموخ وسطاني، مجيرينات محل، مشيرفة الحمر، ناعم الهيار، نسيبة المازنية، عكاظ، القادسية، قيروان، ربيعة، الراشدية، رشيدية، رسم الدروع، رحية مدينة، رحية السودا، السعدية، سفانة وعكرشة، سليمى، الشمدينية، الشوري، سكيرية، الطائف، تغلب، تل أحمد، تل عنبر، تل أحيمر، تل غزال، تل حميس، تل عيس، تل معروف، تل مها، تميم، طامنة البرية، طراحية (شيخ سالم)، طواريج الغرقانة، الظهران، تفاحية، أم غدير، أمية، وائل، الوهابية، حارسة الرد الغربية، تهامة غربية، اليرموك، يثرب، الزهراء، الزرقاء، الزباء، زبيدة، الحنوة، الغنامية، المرج، الناصرية، أبو كبير، أم الخير البارقية، أم كهيف، تل التنك، تل أحمد حرب، تل بستان كبير، تل خليل، حصوة، حمص الرد، حمصيات صغيرة، حمصيات كبيرة، حيفا، خربة أسعد، خرنوبي صغير، خزنة جديدة، خويتلة الجديدة، شيبانية دندح، شيبانية محمد، شيبانية نايف، طويل حرب، فارس صغير، كبيبة أبو خزف، متينة، مثلوثة وسطى، مجيرينات العمرى، يمامة، الجيسي .
- ناحية عامودا: أبو خنجر، العدنانية، عالية، عمارة، عامودا، باب الخير، باردة، بلة بكارة، دار، دير ماري، ديكية، الفارس، فخار، الحدباء، حاج بكاري، حاج ناصر، الحلابة، الحصبة، عامودا، الجابرية، جلق، الجديدة، جوهرية، الكروان، خالد، خربة السودة، خربة شعيب، خرزة، كندة، كعوب، بستان تحتاني، حاصدة تحتاني، تل عروس تحتاني، أم الأسود تحتاني، مركب، مشهد، ميسلون، مصطفى، نيف، قبر علي، قدح، القاهرة، قيروان، قليعة، راية قبلي، راية خليل، ريحانية، صباحية، سرادق، صفيرة، شجرة، تل أحمر، تل عربيد، تل أسود، تل عشق، تل حبش، تل خالد، تل خنزير، تليل، طور إلياس، أم العنب، أم الربيع، بستان فوقاني، خربة غزال فوقاني، الوردية، راية غربي، الأهرام الأولى، الأهرام الثانية، الجرن، الحنية، الداودية، العروبة، الغبراء، المريبط، أبو الهول، أم البنت، بهيرة، تفاحة، تل السعد، تل المال، تل الوفا، تل قرميد، جميلة، جول جمال، حقانية، خربة عزي، ديوان، رام الله، شقراء، شولا، شيخ، صباح، طابات، طبريا، عين غزال، غزالة، فوارة، فيروز، قابس، لبنية، مرة، ملاحة، واسط.
- ناحية القحطانية: أبطخ الحريث، أبطخ الفاضل ، الابيطخ، أبو غدير، السيد (كندك سيد)، بليج، بياندور، بيازة كبيرة، خزنة كبيرة، ليلان كبير، البشيرية، البوير، الأحيمر، حبيس، حلوة الشيخ ، الكريمة، خراب العبد، خربة الطير، خربة الذيبة، خربة خليل، خربة ذيابية، خويتلة الجوالة، بيازة صغيرة، غريقة تحتاني، خويتلة السفلي، سيحة جديدة تحتاني، قطبة تحتاني، العرجة الغربية، محركان، ملاعباس، المناذرة، المندوب، مرجانة، مشيرفة، نبوعة، القحطانية، قطبة، روتان، صافية، الشلهومية، سحيل، صوفية، سوقية، تل برهم، تل بري (كري بري)، تل السيد، تل جهاد، تل خرنوب، تل خاتون، تل عودة، تل شعير، تل صراة، تل زيوان، التنورية، طويل، الثلجة، أم جفار، أم كرين، غريقة فوقاني، سيحة فوقـاني، الوعرة، زورافا، الإحساء، الأرض، الأرقم، البارة الكبيرة، البتراء، التيماء، الجبل، الحرمون، الحضر، الحيرة، الدرك، الرمثة، الرها، السنابل، الشور، العرين، المرج، الوليد، أبو حجيرة تحتاني، أبو حجيرة فوقاني، أبو فرع، أبو كبرة، أرز، أم حجرة، أم عظام جوالة، أم عظام حريث، أم كرينات، تشرين، تل المطر، ثورية، حسناء، حلوة البرية، خريجة، خزامى، سبأ، سمير، فارس كبير، لزاكة، محمد ذياب فوقاني، مشيرفة جراح، مشيرفة صالح، وهران.

### منطقة المالكية
- ناحية مركز المالكية: أبو قير، عكا، المالكية، باب الهوا، البتراء، بيت حنون، ملا مرز كبير، البستان، دير دجلة، دير ياسين، سويدية شرقية، عين ديوار، عين الخضراء، الإسماعيلية، الفردوس، الفداء، تل الذهب الأولى، الغسانية، حيفا، حلاق، الهامة، الحمام، الحسانية، الحكمية، حناوية، حياكة، قلعة الحصن، الجسر، كربلاء، خان الجبل، خراب أبو غالب، خراب بنيان، خربة عباس، خربة عدنان، الكسوة، الكوفة، عرعور تحتاني، سويدية تحتاني، تل خنزير تحتاني، الممدوحة، المنصورة، المرج الأخضر، المرجة، مزرعة الجاموس، مزرعة مسلم، المريجات، المرتفعة، المصطفاوية، مزيريب، النجف، قلقيلية، قصر الذيب، القيصرية، رغدان، الرحيبة، الرشيدية، الريحانية، سبع جفار، السفح، السعيدة، تلذهب الثانية، الصحية، الشمسية، شرم الشيخ، شيخ إبراهيم، سنجار، الطبقة، تل عدس، تل أسود، تل الأحمر، تل الأصفر، تل الأعور، تل الضيق، تل الدرة، تل الفخار،  تل الهوى، تل الأمراء، تل الصدق، تل الشمس، تل حديد، تل حمدان، تل جمال، تل أمية، تل زيارة، الطليعة، التلين، الطويبة، التونسية، أم تلول، رميلان فوقاني، سويدية فوقـاني، تل خنزير فوقاني، الينبوع، الزهراء، زهيرية، الصحية الجديدة، الكهف، المصطفاوية الجديدة، الوفاء، تل الصدق الجديدة، خربة الجزار، عرعر جديد، عين الخضراء الجديدة، عين الطويل، نبع النبي.
- ناحية المعبدة: المعبدة , رميلان الباشا ،  الصالحية،  اليوسفية
- ناحية الجوادية: العباسية، عابرة، أبو بكر، أبو عجيلة، أبو عبيدة، عسيلة، عتبة، باب الحديد، باقلا، دير حافر، دير أيوب، دير الغصن، الغافقية، الحافظية، الحميدية، الحمراء، الحسينية، الجابرية، الجوادية، خربة بلك، خشينية، المشرفة، معشوق، المشيرفة، قاسمية، القنيطرة، ربيعة، الرهاء، السعادة، شبك، تل العطشان، تل الحسنات، تل خليل، تل مراد، التوكل، الظاهرية، أم الرمان، أم رجيم، عمارات فوقاني، اليمامة، البدر، الحمراء الجديدة، العرباء، القير، النفطية، باب سليمان، تل منصورة، سيناء.
- ناحية اليعربية: عدنان، أخو دلشة، علي آغا، العليانية، مسعود كبير، الشوفة الكبيرة، البوثة، فطومة شرقية، الفدغمية، تل علو الأولى، حداد، الهرمة، الحسناء، هوازن، الحريشية، الحرية، الهويرة، الجنيدية، خراب الجير، خراب حسن، الحسينية، خويتلة، خربة البير تحتاني، أم كهيف تحتاني، صهريج وسطاني، مستريحة، قريش، الصفا، تل علو الثانية، الشعفانية، سليمان ساري، تل عرب، تل دويم، تل التمر، تل مشحن، الثامرية، ثقيف، أم العظام، أم حبال، أبو مناصب فوقاني، العرجة الشرقية، خربة البير فوقاني، تل علوفوقاني، أم كهيف فوقاني، جدعاوي غربي، اليعربية، ابن الأثير، البيلونة، الدردارة، الطاش غربي، العنزي، المكرنات، الوادي، الوردية، تل الصراط، جدعاوي شرقي، فطومة غربية، قحطان، قلعة الهادي الشرقية، قلعة الهادي الغربية، كوز شرقي، مسعدة.

### منطقة رأس العين
- ناحية مركز رأس العين: أبو شاخات، الأهراس، عاجلة، العريشة، الأسدية، برقة، أبو جرادة كبير، عرادة كبيرة، الدهماء، دردارة، داودية، تل سنان شرقي، حكيمة، الكبش، خربة حميد، خربة جمو، مبروكة، المناجير، مسجد، مباركية، مجيبرة، مدان، قطينة، رأس العين، الراوية، السفح، صالحية ملا خضر، الشارة، الصوان، سكرية، تل بيدر، تل الأمير، تل حلف، تل حرمل، تل شعير، ثمود، أم العصافير، أم حرملة، أميرط، عبد السلام غربي، ربيعات غربي، تل الورد غربي، الزيدية، العالية الشرقية، العالية الغربية، العروبة، العنادية، المتنبي، المثنى، المزار، المطمورة، أم سلبة لوزة، أم الأسناد، بستان، بئر نوح، تل الأرقم، تل الصفا، جان تمر شرقي، حليوة وسطاني، طالعة المعامرة، عرنان شمالي، عرنان قبلي، عنيق الهوا، فقيرة، كرمة.
- ناحية الدرباسية: أبو جرادة، أبو كالة، عمورية، البعث، بشيرية، دبش، دكوك، دلاوية، الدرباسية، عظامية شرقية، فاطمة الشرقية، صالحية شرقية، عنابية، فرفرة، فتح الله، هبو، حمدانية، حميدية، الحرشاوية، الحنو، جطل، جديدة، الجنان، الجول، خاتونة، خزنة، الكوخ، تل كرم تحتاني، المحمودية، ملك، المشقوق، مشراق، القصر، القنيطرة، رشيدية، ريحانية شمر، سعدية، سلام، السوادية، جوزات ثانية، تل عبود، تل أيلول، تل بقر، تل ديك، تل خباز، تل سكر، تل تشرين، ظهر العرب، تورات، طريفاوي، التربة، أم الشوالي، تل غزال فوقاني، أم عياش فوقاني، عظامية غربية، فاطمة الغربية، شموكة غربية، الأمانة، الحجلة الغربية، الدمام، الدهماء، الدوحة، الزنار، الغنامية، القيروان، الكنز، اللد، اللواء، المبروكة الشرقية، المدور، المشيرفة، المضيق، الهضبة، الواحة، أم الدبس، بركة، بير الحجر، تل البلبل، تل العطاس، تل بطل، تل حصان، تل عمر، تل كرم فوقاني، جبل الشيخ، جرن تحتاني، جوزات أولى، جولان تحتاني، جونية، خاص جنوبي، خاص شمالي، خربة الدبكة، خويتلة تحتاني، ريحانية الداموك، ريحانية، سفر، سنجار، سويس، شدوان، شريفة، شط العرب شرقي، شفقة، صفيرة، صوران فوقاني، طالعة كيكية، عالية شرقية، عالية غربية، عطيشان كيكية، فرحية معمو، قنطر، متسلم، مشيرفة مشراق، نابلس، هاجية.
- ناحية أبو راسين كسرة ، تل ذياب .

## وصلات خارجية
- وزارة الإدارة المحليّة السوريّة
- المركز الإحصائي السوري